# Schroederella bifida
Schroederella bifida är en tvåvingeart som beskrevs av László Papp och Miguel Carles-Tolrá 1994.
Schroederella bifida ingår i släktet Schroederella och familjen myllflugor. Artens utbredningsområde är Spanien. Inga underarter finns listade i Catalogue of Life.